# Brumptomyia orlandoi
Brumptomyia orlandoi är en tvåvingeart som beskrevs av Fraiha H., Shaw J. J., Lainson R. 1970. Brumptomyia orlandoi ingår i släktet Brumptomyia och familjen fjärilsmyggor. Inga underarter finns listade i Catalogue of Life.